# Rivadávia Vargas
Rivadávia Barbosa Vargas (Castro, 28 de outubro de 1900 - Curitiba, 18 de julho de 1972) foi um contador e político brasileiro. Foi deputado estadual do Paraná por três mandatos, chegando a ocupar a vice-presidência da Assembleia Legislativa do Paraná. Também ocupou a pasta de Secretário de Viação e Obras Públicas do Estado, nomeado em 1953 no governo de Bento Munhoz da Rocha.

## Biografia
Filho de Jorge de Oliveira Vargas e de Oricena Barbosa Vargas, nasceu em Castro e, ainda na infância, morou em Piraí do Sul. Em 1919 casou-se em Dalila Rolim, filha do camarista Pedro Rolim de Moura e de Joana Borba (dona Nhandy), esta filha de Telêmaco Augusto Enéas Morosini Borba. Portanto, Rivadávia era também sobrinho de Hermínia Rolim Lupion, casada com o governador Moisés Lupion. Teve seis filhos, o ilustre jurista, escritor e deputado Túlio Vargas, a advogada, professora e escritora Vera Vargas, além de Rubens Pelágio, Léa, Oricena e Jorge Rivadávia.
Formou-se em Contabilidade pelo Instituto Castrense e exerceu este ofício trabalhando na estrada de ferro "Ramal do Paranapanema", trecho que unia a Estrada de Ferro São Paulo-Rio Grande com a Estrada de Ferro Sorocabana. Também trabalhou no comércio e foi tabelião da Comarca de Piraí do Sul.
Em 1935 mudou-se para o interior do Estado de São Paulo e retornou ao Paraná somente em 1947 para candidatar-se ao cargo de deputado estadual constituinte pela UDN. Eleito, ajudou a reescrever a constituição estadual e foi sub-relator do capítulo "família, educação e cultura". Nos dois pleitos seguintes foi reeleito (biênio 1949/1950 e legislatura 1951/1954), e após ocupar a pasta da secretária de Viação e Obras Públicas e diretor da Municipalidade do governo de Bento Munhoz, aposentou-se da vida pública e retornou a iniciativa privada.